# 2022年亞洲運動會橋牌比賽
2022年亞洲運動會橋牌比赛，是因2019冠状病毒病疫情而延期至2023年进行的第19屆亞洲運動會的其中一項競賽項目，于2023年9月27日至10月6日在杭州棋院（智力大厦）举行。这是桥牌连续第二次成为亚运正式项目。

## 赛程
以下是桥牌项目的比赛赛程：
| Q | 资格赛 | S | 半决赛 | F | 决赛 |

| 日期→项目↓ | 2023年9月   | 2023年9月   | 2023年9月   | 2023年9月   | 2023年10月 | 2023年10月 | 2023年10月 | 2023年10月 | 2023年10月 | 2023年10月 |
| 日期→项目↓ | 27日 （三） | 28日 （四） | 29日 （五） | 30日 （六） | 1日 （日） | 2日 （一） | 3日 （二） | 4日 （三） | 5日 （四） | 6日 （五） |
| ---------- | ----------- | ----------- | ----------- | ----------- | ---------- | ---------- | ---------- | ---------- | ---------- | ---------- |
| 男子团体   | Q           | Q           | Q           | Q           | Q          | Q          | S          | S          | F          | F          |
| 女子团体   | Q           | Q           | Q           | Q           | Q          | Q          | S          | S          | F          | F          |
| 混合团体   | Q           | Q           | Q           | Q           | Q          | Q          | S          | S          | F          | F          |

## 参赛代表团
共有来自12个代表团的171名运动员获得桥牌项目的参赛资格：
- （5）
- 中国（15）
- 中国香港（18）
- 印度（18）
- 印度尼西亚（12）
- 日本（8）
- 韩国（18）
- 巴基斯坦（11）
- 菲律宾（12）
- 新加坡（18）
- 中华台北（18）
- 泰国（18）

## 獎牌榜
*   主办国家/地区（中国）
| 排名                | 代表团              | 金牌 | 銀牌 | 銅牌 | 总计 |
| ------------------- | ------------------- | ---- | ---- | ---- | ---- |
| 1                   | 中国*               | 1    | 1    | 1    | 3    |
| 2                   | 中华台北            | 1    | 1    | 0    | 2    |
| 3                   | 中国香港            | 1    | 0    | 1    | 2    |
| 4                   | 印度                | 0    | 1    | 0    | 1    |
| 5                   | 新加坡              | 0    | 0    | 2    | 2    |
| 6                   | 日本                | 0    | 0    | 1    | 1    |
| 6                   | 泰国                | 0    | 0    | 1    | 1    |
| 总计（共7个代表团） | 总计（共7个代表团） | 3    | 3    | 6    | 12   |

## 奖牌得主
| 項目     | 金牌                                                                  | 银牌 | 铜牌 |
| 男子团体 | 中国香港（HKG） · 黎偉傑 · 何凱桐 · 何煒霖 · 招偉立 · 施純森 · 麥國輝 | 印度（IND） · Raju Tolani · Ajay Prabhakar Khare · Sumit Mukherjee · Rajeshwar Tewari · Jaggy Shivdasani · Sandeep Thakral | 中国（CHN） · 胡林林 · 鞠传成 · 刘京 · 刘英皓 · 庄则军 |
| 男子团体 | 中国香港（HKG） · 黎偉傑 · 何凱桐 · 何煒霖 · 招偉立 · 施純森 · 麥國輝 | 印度（IND） · Raju Tolani · Ajay Prabhakar Khare · Sumit Mukherjee · Rajeshwar Tewari · Jaggy Shivdasani · Sandeep Thakral | 日本（JPN） · 古田一雄 · 三浦裕明 · 田中陵華 · 横井大树 |
| 女子团体 | 中国（CHN） · 余修婷 · 冉静蓉 · 刘艳 · 黄艳                           | 中华台北（TPE） · 蕭冠筑 · 劉佩華 · 林蔭宇 · 陳瑩守 · 楊茗清 · 劉藺秦                                                      | 中国香港（HKG） · 陳佩怡 · 顧可容 · 鄧芷妍 · 董秀賢 · 黃慧敏 · 楊凱寧                                                                                               |
| 女子团体 | 中国（CHN） · 余修婷 · 冉静蓉 · 刘艳 · 黄艳                           | 中华台北（TPE） · 蕭冠筑 · 劉佩華 · 林蔭宇 · 陳瑩守 · 楊茗清 · 劉藺秦                                                      | 新加坡（SGP） · 梁嘉敏 · 李蓝 · 林婧煊 · 罗雪慧 · 王靖雯 · 陈雪铃                                                                                                   |
| 混合团体 | 中华台北（TPE） · 范綱維 · 蔡博雅 · 劉名謙 · 陳冠瑄 · 吳資麟 · 蘇皓沂 | 中国（CHN） · 章瑜 · 王健 · 胡俊杰 · 傅博 · 陈一超 · 戴建明                                                                | 新加坡（SGP） · 蓝泽颖 · 卢晋洲 · 骆骋 · 薛俊菁 · 陈光源 · 陈雪吟                                                                                                   |
| 混合团体 | 中华台北（TPE） · 范綱維 · 蔡博雅 · 劉名謙 · 陳冠瑄 · 吳資麟 · 蘇皓沂 | 中国（CHN） · 章瑜 · 王健 · 胡俊杰 · 傅博 · 陈一超 · 戴建明                                                                | 泰国（THA） · Panjaroon Jariyanuntanaet · Wanna Amornmeswarintara · Kanokporn Janebunjong · Kridsadayut Plengsap · Pavinee Sitthicharoensawat · Kirawat Limsinsopon |